# Шерон Стаудер
Шерон Стаудер (англ. Sharon Stouder, 9 листопада 1948 — 23 червня 2013) — американська плавчиня.
Олімпійська чемпіонка 1964 року.
Переможниця Панамериканських ігор 1963 року.